# 노화 (빵)

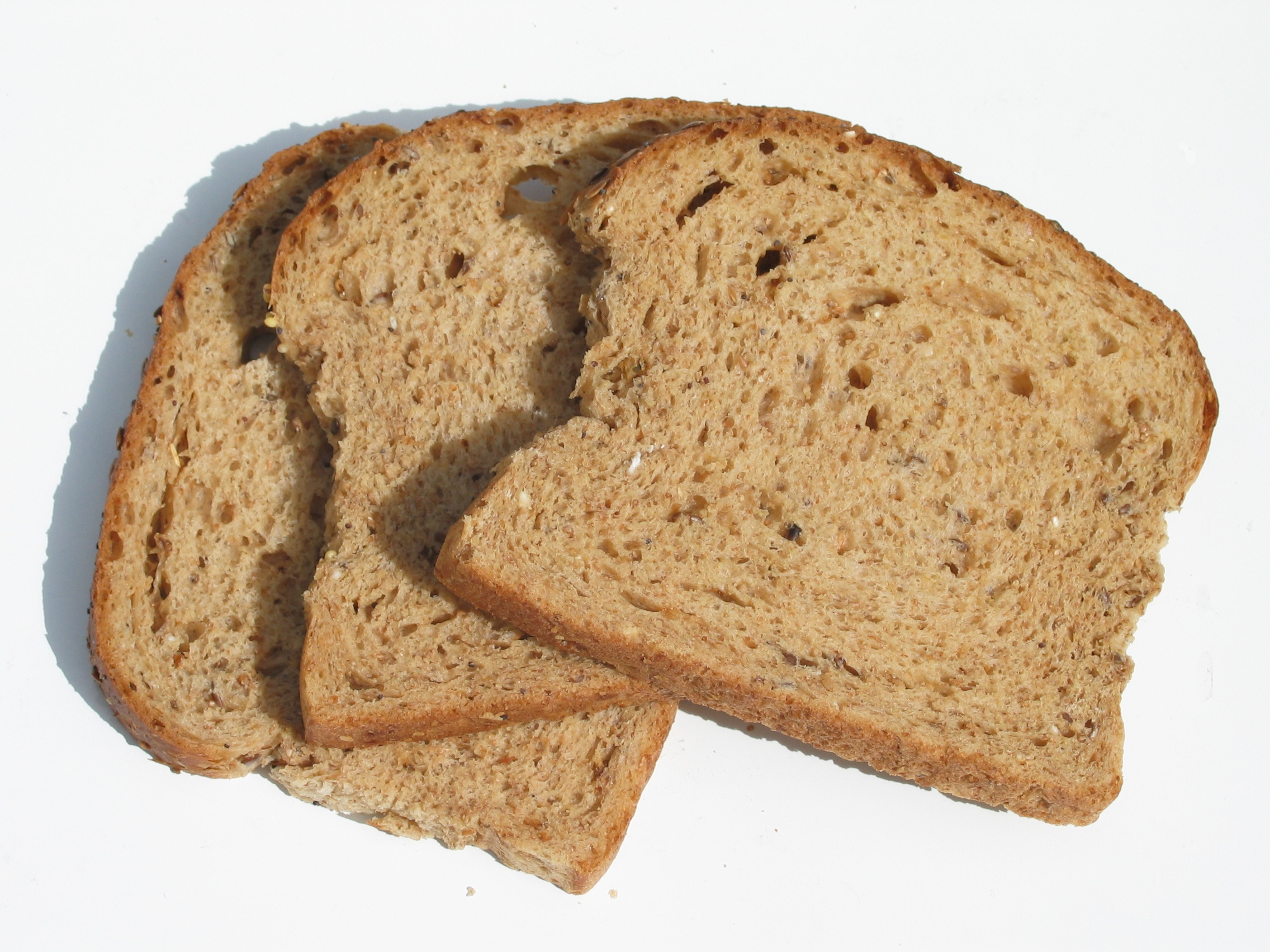
스테일 브레드

노화(老化, 영어: staling)는 빵 및 빵과 유사한 음식에 일어나는 화학적, 물리적 변화이다. 노화된 빵은 건조하고 딱딱하다.

## 기조 및 효과
스테일링은 단순히 증발로 인한 건조 과정이 아니다. 한 가지 중요한 기조로는 녹말입자의 수분을 사이사이의 공간으로 옮겨서 녹말을 탈젤라틴화(degelatinizing)하는 것이다. 녹말의 아밀로스와 아밀로펙틴 분자들은 스스로 재정렬하여 재결정화를 일으킨다. 이로 인해 노화된 빵에는 딱딱한 가죽같은 표면이 나타나게 된다.